# Навчально-виховне об'єднання-ліцей нових інформаційних технологій
Комунальний заклад «Ліцей нових інформаційних технологій» Кам'янської міської ради — загальноосвтіній навчальний заклад І—ІІІ ступенів в Дніпропетровській області.

## Історія
| 1986 | Новобудова — середня загальноосвітня школа № 2 Школа першою в області перейшла на п'ятиденний тиждень навчання, з шостим освітньо-виховним днем                                                                        |
| 1991 | Робота в режимі Пілотної школи, рекомендований Міністерством освіти України за проектом комп'ютеризації освіти «Пілотні школи»                                                                                         |
| 1995 | Школа отримала статус ліцею нових інформаційних технологій з поглибленим вивченням математики, фізики, інформатики. Створено лабораторію нових інформаційних технологій                                                |
| 1995 | Починає творчий шлях професійний театр-студія «Десятий квартал» |
| 1996 | До структури ліцею входить комплекс дошкільного та початкового відділень |
| 1999 | Рішенням Дніпродзержинської міської ради та управління освіти і науки на баланс ліцею був переданий дитячий пульмонологічний санаторій. Створено Фізкультурно-оздоровчий Центр ліцею НІТ № 2                           |
| 2002 | Ліцей входить до Європейської Мережі шкіл сприяння здоров'ю. |
| 2009 | Ліцей — експериментальний навчальний заклад Всеукраїнського рівня по роботі над темою «Формування механізмів трансформації регіональної системи освіти на основі принципів випереджаючої освіти для сталого розвитку». |
| 2010 | Укладено договір з Навчальним центром за технологіями CAD/CAM/CAE/PDM/CALS Національного гірничого університету про творчу співдружність у сфері інноваційних технологій SolidWorks                                    |
| 2011 | Ліцей — Пілотна школа Всеукраїнського проекту «Відкритий світ» |
| 2012 | Ліцей нових інформаційних технологій отримав статус навчально-виховного об'єднання |
| 2013 | НВО-ліцей НІТ отримав статус "Інноваційна школа за Всеукраїнською програмою «Вчителі-новатори» |
| 2014 | Перемога у Всеукраїнському конкурсі «2000 шкіл» проекту «Відкритий світ» |
| 2015 | Робота у Міжнародному освітньому проекті «Освіта для сталого розвитку в дії» |
| 2015 | Ліцей отримав статус «Школа випереджаючої освіти» |
| 2016 | Розпочинає роботу освітній портал «Віртуальний ліцей» |

## Напрямки діяльності
Пріоритети діяльності ліцею НІТ:
- інформаційно-технологічний профіль навчання;

- формування системи випереджальної освіти;

- створення інформаційного освітнього простору  для розвитку та саморозвитку особистості учня та вчителя;

- розробка та апробація методології освіти для сталого розвитку:

НВО-ліцей НІТ має досвідчені педагогічні кадри: із 85 педагогів 49 — вчителі вищої категорії, 25 мають звання «вчитель-методист», 19 — «старший учитель», 3 — «вихователь-методист», 8 педагогам присвоєно звання «Відмінник освіти України». Ентузіазм, невтомний творчий пошук нового, висока професійна майстерність — такий творчий портрет педагогічного колективу ліцею.
В навчально-виховному процесі широко застосовуються інформаційно-комунікаційні технології, технології відкритої освіти. Педагоги НВО створюють електронні підручники, мультимедійні навчальні засоби, профільні мережеві курси.
Результатом успішного співробітництва педагогів та учнів ліцею є щорічне здобуття учнями призових місць на міських, обласних, Всеукраїнських предметних олімпіадах з основ наук. Ліцеїсти — призери Всеукраїнських конкурсів з комп'ютерної графіки та анімації, Всеукраїнського конкурсу технічної творчості, призери Міжнародного конкурсу знавців української мови ім. П. Яцика.
Юні науковці ліцею — призери та переможці обласного та Всеукраїнського конкурсу-захисту учнівських наукових робіт в Малій академії наук з математики, інформатики, української мови, психології, соціології, економіки, учнівської творчості, хімії, біології. Роботи ліцеїстів увійшли в обласну збірку «Відкриваю світ науки».

## Інфраструктура
Ліцей нових інформаційних технологій,загальноосвітній навчальний заклад І-ІІ ступенів, дошкільний навчальний заклад, лабораторія нових інформаційних технологій, театр-студія «Десятий квартал», фізкультурно-оздоровчий центр.
На базі ліцею працюють театр-студія «Десятий квартал» — член Національної Спілки театральних діячів України, яким керують досвідчені майстри сценічного мистецтва. В художній галереї театру проходять виставки робіт учнів ліцею та професійних митців міста та України.
НВО-ліцей НІТ  входить до Європейської мережі шкіл сприяння здоров'ю. Фізкультурно-оздоровчий центр здійснює профілактику найпоширеніших хвороб дитячого віку та пропагує здоровий спосіб життя.
Навчальний заклад  - учасник обласного експерименту за темою «Інтегрування змісту випереджальної освіти для сталого розвитку у навчально-виховний процес». НВО-ліцей НІТ бере участь у Програмі інноваційного розвитку загальноосвітніх навчальних закладів «Школи — новатори» і має статус «Інноваційна школа».

НВО-ліцей НІТ співпрацює з Інститутом обдарованої дитини АПН України, Дніпропетровським національним гірничим університетом, Університетом імені Альфреда Нобеля. Ліцей був нагороджений бронзовими медалями Міжнародної виставки «Сучасна освіта в Україні» (2003, 2006 р.), отримав звання «Лідер освіти» (2007, 2009 рр.), нагороджений 4 срібними та золотою медалями виставок «Сучасні навчальні заклади України» (2011, 2014 р.) та «Інноватика в освіті України» (2009, 2011, 2013 р.).   